# فرج‌الله آصف
فرج‌الله خان سردار معظم (۱۲۶۰ سنندج - ۲۱ دی ۱۳۳۳) که نام خانوادگی آصف‌وزیری را برگزید، از مالکان کردستان، سناتور و نماینده مجلس شورای ملی در دوره قاجار و پهلوی بود.
پدرش میرزا علی نقی وزیری لشکریونس (۱۳۱۵_۱۲۳۰ ه‍.ش) برادر میرزا محمدرضای آصف اعظم و ایشان هم پسر میرزا فرج‌الله وزیر اعظم اردلان‌ها و از نوادگان میرزا یوسف وزیر اصفهانی که از زمان هه‌لو خان اردلان نسل به نسل وزیر حکومت اردلان بودند و از مالکان بانفوذ بود که از ناصرالدین شاه لقب آصف دیوان و از مظفرالدین شاه لقب آصف اعظم دوم گرفت. اجداد او در زمان صفویه از اصفهان به کردستان کوچیده و وزیر و پیشکار خاندان اردلان شده بودند. او وارد خدمت نظام شد و به فرماندهی قشون ظفر کردستان رسید.
سردار معظم در دوره سوم مجلس شورای ملی نماینده سنندج شد اما با پیشروی ارتش روسیه بسوی تهران در جریان جنگ جهانی اول، مجلس تعطیل شد و شمار زیادی از نمایندگان به قم و کرمانشاه کوچیدند. او در دوره‌های چهارم و پنجم نیز به نمایندگی از سنندج مجلس راه یافت و از نمایندگانی بود که در نهم آبان ۱۳۰۴ به خلع قاجاریه و واگذاری حکومت به رضاخان پهلوی رأی مثبت دادند. پس از آن عضو مجلس مؤسسانی شد که با تغییراتی در قانون اساسی به برپایی سلطنت پهلوی رسمیت بخشید.
پس از روی کارآمدن رضا شاه، سنندج در دوره ششم نتوانست نماینده‌ای به مجلس بفرستد. در دوره بعد (هفتم) فرج‌الله خان بار دیگر به نمایندگی سنندج به مجلس رفت و تا دوره پانزدهم کرسی خود را حفظ کرد. در اواخر دوره دوازدهم که با شهریور ۱۳۲۰ و اشغال ایران همزمان شد، محمدعلی فروغی نخست‌وزیر او را به منظور آرام ساختن اوضاع کردستان، پیش از آنکه دوره نمایندگی‌اش به پایان برسد به عنوان فرماندار به کردستان فرستاد اما آصف پس از مدت کوتاهی برگشت و در آبان ۱۳۲۰ بار دیگر بر کرسی نمایندگی نشست (دوره چهاردهم).
در سال ۱۳۲۳ که جنگ میان محمد رشید بانه‌ای و محمود کانی سنانی، دو تن از خوانین ویرانی‌هایی در منطقه مریوان و اورامان به بار آورد و از سویی گزارش‌هایی در مطبوعات منتشر شد که در مهاباد مردم به دولت یاغی شده و کنترل شهر را در دست گرفته‌اند، آصف همراه با فهیم‌الملک وزیر مشاور دولت محمد ساعد مأمور شد به کردستان برود. وی و فهیم‌الملک پس از مأموریتی دو ماه و نیمه بازگشتند و گزارش‌های مربوط به تمرد و یاغی‌گری در مهاباد و سایر نقاط کردستان را تکذیب کردند.
در فاصله دوره‌های چهاردهم و پانزدهم مجلس، آصف عضو حزب دموکرات به رهبری قوام السلطنه بود. در سال ۱۳۲۴ مدتی سرپرست فرمانداریهای گروس و سنندج شد و سال بعد به فرمانداری این دو شهرستان رسید تا اینکه با بازگشایی مجلس به نمایندگی بازگشت. در سال ۱۳۲۸ از نمایندگان کردستان در مجلس مؤسسان بود و همان سال در اولین دوره مجلس سنا، به نمایندگی کردستان و کرمانشاه انتخاب شد.
در انتخابات مجلس سنا در حوزه انتخابیه کردستان و کرمانشاه آصف بار دیگر انتخاب شد اما پیش از راهیابی به مجلس در ۲۱ دی ۱۳۳۳ بر اثر عارضه قلبی درگذشت و به جای او رفعت‌السلطنه پالیزی به مجلس سنا رفت.
پسرش میرزا محمدحسن خان آصف یا آصف‌وزیری نیز که مدتها سناتور و نماینده مجلس مردم کردستان در مجالس شاه بود، به دلیل مخالفت با تقسیم اراضی، گرفتار خشم شاه شد و در سال ۱۳۴۲ خورشیدی در سن ۵۵ سالگی به دستور شاه مسموم شد و مرد.